# Neuville-Ferrières
Neuville-Ferrières è un comune francese di 559 abitanti situato nel dipartimento della Senna Marittima nella regione della Normandia.

## Società

### Evoluzione demografica
Abitanti censiti